# بوییشینا
بوییشینا (به صربی: Bojišina) یک منطقهٔ مسکونی در صربستان است که در لسکواس واقع شده‌است. بوییشینا ۲۴۵ نفر جمعیت دارد.